# Saint-Androny
Saint-Androny es una población y comuna francesa del departamento de Gironda en la región de Nueva Aquitania.

## Geografía
Saint-Androny está situado a 60 kilómetros de Burdeos, 9 kilómetros de Blaye y a 3 km del estuario de la Gironda. El municipio ofrece un paisaje natural y tranquilo donde pueden verse garzas en torno al canal. Los canales y arroyos son numerosos, en particular, con el Grand Canal du Marais y el puente de Longay. Con sus 1 200 hectáreas de pantano, el municipio de Saint-Androny es una tierra donde se practica la caza y la pesca.
Saint-Androny posee un pequeño puerto pesquero muy representativo del patrimonio paisajístico del estuario de la Gironda: La Belle Étoile. El pueblo tiene la particularidad de estar situado al borde de la marisma y de extender su territorio sobre una parte del estuario de la Gironda y destacadamente a la isla de Patiras, surgida a principios del siglo XVII, se encuentra en medio del estuario, en frente de Pauillac. La isla es un refugio para los pájaros salvajes. 
Desde sus 37 metros de alto, el Puy de Lignac ofrece una vista sobre el Estuario y el Médoc.

## Historia
Situado en la parte norte del cantón, la comuna de Saint-Androny presenta un carácter rural y vitícola. Saint-Androny se llama así por san Andrónico, mártir griego perseguido en el año 304. A comienzos de siglo, las tierras cultivadas ocupaban 675 hectáreas, los viñedos 400 ha y las praderas 475 ha. Más de 70 propietarios produjeron vino tinto. Actualmente, más de 10 châteaux explotan más de 200 ha de vides.

## Demografía
| 537 | 562 | 442 | 584 | 547 | 566 | 548 |
| Para los censos de 1962 a 1999 la población legal corresponde a la población sin duplicidades (Fuente: INSEE [Consultar]) |     |     |     |     |     |     |